# Brian J. White
Brian Joseph White (Boston, 21 de abril de 1975) é um ator, produtor cinematográfico, modelo, dançarino, executivo de finanças e ativista pela juventude norte-americano. Ele também é ex-jogador de futebol e lacrosse.

## Filmografia

### Filmes
| Ano  | Título                                        | Papel                 | Notas         |
| ---- | --------------------------------------------- | --------------------- | ------------- |
| 1999 | The Best Man                                  | Extra                 | Não Creditado |
| 2001 | Me and Mrs. Jones                             | Tracy Wainwright      |               |
| 2004 | Trois 3: The Escort                           | Trent Meyer           |               |
| 2004 | Mr. 3000                                      | T-Rex                 |               |
| 2005 | Brick                                         | Brad Bramish          |               |
| 2005 | Dirty                                         | Detetive Sayed        |               |
| 2005 | The Family Stone                              | Patrick Thomas        |               |
| 2006 | DOA: Dead or Alive                            | Zack                  |               |
| 2007 | Motives 2                                     | Donovan Cook          |               |
| 2007 | Stomp the Yard                                | Sylvester             |               |
| 2007 | Daddy's Little Girls                          | Christopher           | Não Creditado |
| 2007 | The Game Plan                                 | Jamal Webber          |               |
| 2007 | In the Name of the King: A Dungeon Siege Tale | Comandante Tarish     |               |
| 2008 | Mama Black Widow                              | Otis Tilson           |               |
| 2008 | The Trunk                                     | Anthony Blackmon      |               |
| 2009 | 12 Rounds                                     | Detective Hank Carver |               |
| 2009 | Fighting                                      | Evan Hailey           |               |
| 2009 | I Can Do Bad All By Myself                    | Randy                 |               |
| 2011 | The Heart Specialist                          | Dr. Ray Howard        |               |
| 2011 | Politics of Love                              | Kyle Franklin         |               |
| 2012 | Good Deeds                                    | Walter Deeds          |               |
| 2012 | The Cabin in the Woods                        | Alex Truman           |               |

### Televisão
| Ano  | Título               | Papel                  | Notas                  |
| ---- | -------------------- | ---------------------- | ---------------------- |
| 2000 | Moesha               | Gabe                   |                        |
| 2004 | Second Time Around   | Nigel Muse             |                        |
| 2004 | The Shield           | Detetive Tavon Garris  |                        |
| 2006 | In Justice           | Scott Burrows          |                        |
| 2007 | Football Wives       | Kyle Jameson           |                        |
| 2007 | Moonlight            | Tenente Carl Davis     |                        |
| 2009 | CSI: Miami           | Kurt Sabin             |                        |
| 2010 | Men of a Certain Age | Marcus                 |                        |
| 2011 | Body of Proof        | Brian Hall             | Episódio: "Letting Go" |
| 2012 | Beauty and the Beast | Joe -                  |                        |
| 2013 | The Hostages         | Coronel Thomas Blair   |                        |
| 2015 | Chicago Fire         | Capt. Dallas Patterson |                        |
| 2015 | Scandal              | Franklin Russell       | Aparições: 4x16 a 5x09 |

### Teatro
| Ano  | Título                       | Papel |
| ---- | ---------------------------- | ----- |
| 2012 | What My Husband Doesn't Know | Paul  |